# Hellraiser 3
Série Hellraiser
Les Écorchés
(1988) Bloodline
(1996)
Pour plus de détails, voir Fiche technique et Distribution.
Hellraiser 3 (Hellraiser III: Hell on Earth ; littéralement « Hellraiser III : l'enfer sur Terre ») est un film d'horreur britannico-américain réalisé par Anthony Hickox, sorti en 1992. Il s'agit du troisième volet de la saga Hellraiser, inspiré des romans de Clive Barker.
Le film débute alors que lors d'un reportage, Joey, une jeune journaliste, est témoin de la mort effroyable d'un homme. Au cours de son enquête, elle fait la connaissance de la jeune Terri qui lui révèle l'existence d'une mystérieuse boîte.

## Synopsis
La révélation de son ancienne humanité a amené le cénobite Pinhead à être scindé en deux entités distinctes : son ancien lui, le capitaine britannique Elliott Spencer, et une manifestation Pinhead. Alors que Spencer se retrouve dans les limbes, Pinhead est piégé parmi les figures se tordant et les visages déformés gravés sur la surface d'un pilier finement sculpté : le pilier des âmes.
Le pilier est acheté par le riche et gâté JP Monroe (Kevin Bernard), propriétaire d'une boîte de nuit populaire appelée The Boiler Room . Au cours de son enquête, une jeune journaliste de télévision ambitieuse, Joey Summerskill (Terry Farrell), enquête au sujet de Terri et de la mystérieuse boîte de puzzle quand elle voit quelqu'un déchiré par les chaînes de la boîte dans une salle d'urgence de l'hôpital. Joey suit la trace de la boîte avec une jeune femme du nom de Terri (Paula Marshall). Terri avait elle-même volé la boîte à la discothèque de la boîte de nuit.
Des interviews et des bandes vidéo sont récupérées à partir de l'Institut Channard au sujet de l'une des ex-victimes de Pinhead, Kirsty Cotton (Ashley Laurence). Joey et Terri apprennent à travers ces vidéos certaines choses sur les cénobites, et la puissance de la boîte de puzzle semble être le seul moyen d'envoyer Pinhead en enfer. Pinhead reste en sommeil jusqu'à ce qu'un soir, plusieurs chaînes accrochées sur la colonne tirent et déchirent l'un des fêtards, Sandy (Aimée Leigh), avec qui Monroe venait récemment de coucher. Après avoir tué Sandy, Pinhead consomme sa chair et son visage déformé s'anime sur le pilier. Pinhead convainc Monroe de lui apporter plus de membres du club afin qu'il puisse s'en nourrir et être libéré de la colonne.
Pendant ce temps, Joey est contacté par l'esprit d'Eliott Spencer, qui lui dit que Pinhead est une entité distincte de celle rencontrée précédemment par Kirsty. Sans l'humanité de Spencer pour agir comme influence d'équilibrage, ce démon n'a plus de sens de l'ordre. Plutôt que de se conformer aux lois du royaume cénobite, il va créer sans discernement des ravages sur Terre pour son propre plaisir. Pour le vaincre, Joey doit réunir l'esprit de Spencer avec Pinhead, les ramenant en une seule entité.
Au point culminant du film, Pinhead et Joey s'affrontent dans une chaufferie. Pinhead ordonne à Joey de lui donner la boîte, mais elle s'éloigne et commence à fuir. Pinhead ressuscite les cadavres de ses victimes en cénobites, mais ils sont ensuite renvoyés en enfer par Joey. Joey se retrouve dans un ciel comme royaume et se retrouve face-à-face avec une apparition qui semble être son père mort. L'apparition dit à Joey de lui donner la boîte et se révèle être Pinhead. Pinhead l'attrape et se prépare à la transformer en cénobite, mais est confronté à l'esprit de Spencer invoqué par Joey qui se mêle de force à lui. Joey se libère des chaînes tandis que Pinhead est renvoyé en enfer. Avec l'humanité de Pinhead rétablie, Joey enterre la boîte dans le ciment.
La scène finale du film montre un nouveau bâtiment construit où Joey a enterré la boîte, avec le design intérieur de l'édifice ayant la même configuration que la boîte.

## Fiche technique
Sauf indication contraire, les informations mentionnées dans cette section peuvent être confirmées par la base de données cinématographiques IMDb,  présente dans la section « Liens externes ».
- Titre original : Hellraiser III: Hell on Earth
- Titre français : Hellraiser 3
- Réalisation : Anthony Hickox
- Scénario : Peter Atkins, d'après une idée originale Tony Randel, basée sur les personnages créés par Clive Barker
- Musique : Sascha Konietzko et Randy Miller
- Direction artistique : Tim Eckel
- Décors : Steve Hardie
- Costumes : Leonard Pollack
- Photographie : Gerry Lively
- Montage : Christopher Cibelli et James D.R. Hickox
- Production : Lawrence Mortorff et Christopher Figg

Production déléguée : Clive Barker
- Sociétés de production : Dimension Films, Fifth Avenue Entertainment et Nostradamus Pictures, Inc
- Société de distribution : C/FP Distribution
- Pays de production :  États-Unis,  Royaume-Uni
- Format : couleur (Technicolor) - 35 mm - 1,85:1 - Son mono
- Genre : horreur et fantastique
- Durée : 93 minutes
- Date de sortie :
  - Italie : mai 1992 (Festival du film d'horreur Dylan Dog)
  - États-Unis : 11 septembre 1992
  - Royaume-Uni : 19 février 1993
  - France : 9 octobre 1998
- Interdit aux moins de 12 ans

## Distribution
- Doug Bradley : Eliot Spencer / Pinhead (cénobite)
- Ashley Laurence : Kristy Cotton (special apparence)
- Terry Farrell : Joanne « Joey » Summerskill
- Paula Marshall : Terri / Dream (cénobite)
- Kevin Bernhardt : J.P. Monroe / Pistonhead (cénobite)
- Ken Carpenter : Daniel « Doc » Fisher / Camerahead (cénobite)
- Peter Atkins : Rick le barman / Barbie (cénobite)
- Aimée Leigh : Sandy
- Brent Bolthouse : « The DJ » (cénobite)
- Eric Willhelm : CD (cénobite)
- Robert Hammond : Chatterer (cénobite)
- Clayton Hill : Le prêtre
- Peter G. Boynton : M. Summerskill
- Lawrence Mortorff : Bum
- David Young : Bill le videur / CD (cénobite)

## Production

### Tournage
Le tournage a lieu à Greensboro en Caroline du Nord, pour en faire des décors de New York, en fin 1991. Le club J. P. est installé dans une usine à High Point.

### Musique
- Motörhead - Hellraiser
- Ten Inch Men - Go With Me
- Material Issue - What Girls Want
- Electric Love Hogs - I Feel Like Steve
- Triumph - Troublemaker
- KMFDM - Ooh La La
- Tin Machine - Baby Universal
- Armored Saint - Hanging Judge
- Soup Dragons - Divine Thing
- House of Lords - Down, Down, Down
- Motörhead - Hell on Earth
- Chainsaw Kittens - Waltzing With a Jaguar
- Motörhead - Born to Raise Hell (en) (générique de fin)

### Documentation
- DevilDead, critique avec comparatif d'images et de montages.